# قائمة معدل وفيات أمراض السرطان
نسبة المرضى المتوفين بعد خمس سنوات من التشخيص لكل نوع من امراض السرطان:
1. سرطان البنكرياس - 97%
2. سرطانة الخلية الكبدية - 95%
3. سرطان المريء - 92%
4. سرطان الرئة - 87%
5. سرطان المعدة - 83%
6. سرطان الدماغ - 75%
7. سرطان المبيض - 61%
8. سرطان الفم - 49%
9. سرطان الكلية - 47%
10. سرطان المستقيم - 46%
11. سرطان القولون - 43%
12. سرطان الحنجرة - 34%
13. سرطان عنق الرحم - 34%
14. سرطان البروستاتا - 26%
15. سرطان الثدي - 23%
16. سرطان المثانة - 22%
17. سرطان الجلد - 19%
18. سرطان الرحم - 17%
19. سرطان الغدة الدرقية - 6%

## المصدر
- Kipfer, Barbara Ann. The Order of Things (Revised Edition), Random House, N.Y. 1998